# Acquisto
L'acquisto è una fase del processo di scambio dei beni.
Con questo termine s'indica l'azione mediante la quale un soggetto entra in possesso di un determinato bene o servizio, che può essere:
- materiale o immateriale
- durevole, semidurevole o di consumo
- di utilità immediata o differita.

La contropartita del bene o servizio si definisce corrispettivo o, più comunemente, pagamento: questo può corrispondere a una certa somma di denaro contante, o all'impegno di pagare, o far pagare da terzi, entro un certo termine e a condizioni predeterminate.
Nel caso di pagamento differito si rende quindi necessaria la stipula di un contratto, a garanzia del pagamento per il venditore, il quale si priva di un bene materiale in cambio di una promessa di pagamento. 
Nel caso di acquisto di un servizio è generalmente l'acquirente che, tramite contratto, viene tutelato, quando il prestatore promette il servizio stesso dopo (si noti) aver riscosso il pagamento. Tipico di questa casistica è il contratto di assicurazione, che garantisce protezioni economiche eventuali, e comunque successive al pagamento del premio, in presenza di un corrispettivo esatto in anticipo. Cionondimeno si verifica comunemente il caso di servizio pagato dopo la prestazione e il contratto: in tal caso protegge il prestatore del servizio stesso. 
Il contratto, solitamente in forma scritta, in alcuni casi è soggetto a obbligo di registrazione e di pagamento di tasse di registro.
L'acquisto può esser regolato per contanti o per mezzo di altri strumenti finanziari (assegno bancario, bancomat, carta di credito, carta di debito, credito al consumo). Però, non sempre ad un acquisto  (o l'equivalente vendita) corrisponde un pagamento monetario: si pensi al caso di approvvigionamento intra gruppo o la fornitura a titolo gratuito o la corresponsione del dovuto sotto forma di prestazione di lavoro o scambio.
Al consumatore viene riconosciuta per legge una garanzia sul bene acquistato e - se l'acquisto avviene al di fuori di un esercizio commerciale - il diritto di recesso. 
In ambito industriale e professionale in genere, acquisto non è sinonimo di approvvigionamento essendo due processi contigui ma distinti avendo finalità diverse.
Una forma simile all'acquisto, ma profondamente diversa nella concezione, è il leasing, che configura piuttosto un'analogia con l'affitto. Il pagamento viene effettuato sotto forma di canone con scadenze prefissate (mensili, bimestrali, ecc.), con prevedibile ma non obbligatorio riscatto alla fine del contratto di leasing.
Quando il contratto non è di vendita ma appalto, prestazione d'opera, mandato, permuta, ecc., la dizione acquisti, seppur utilizzata nella pratica, è giuridicamente imprecisa (si dovrebbe usare un termine preciso oppure parlare di "acquisizione" o "approvvigionamento")..